# Společnost Božského Spasitele
Společnost Božského Spasitele (lat. Societas Divini Salvatoris, řeholní zkratka SDS), hovorově salvatoriáni, je římskokatolická řeholní společnost, založená ve 2. polovině 19. století. Církevní schválení obdržela v roce 1885.

## Historie
Řeholní společnost založil německý kněz Jan Křtitel Jordan, řeholním jménem František Maria od Kříže Jordan. Nemělo jít o kongregaci specializovanou na konkrétní cílovou skupinu věřících. Typickým rysem měla být univerzalita.
Od roku 1890 se salvatoriáni začali šířit do světa. Kromě Německa začali působit v USA, Indii, Rakousku, Ekvádoru a od roku 1895 také v Čechách a na Moravě.

### Působení v Českých zemích

#### Před rokem 1950
Na území Čech, Moravy a Slezska působili salvatoriáni na těchto místech. Jejich působení v roce 1950 ukončila Akce K, která postihla všechny mužské řehole v Československu.
- Brno-Husovice (1910-1950)
- Krnov (1902-1950)
- Praha-Lhotka (1939-1950)
- Prostějov (1934-1950)
- Valašské Meziříčí (1895-1950)
- Vranov u Brna (1926-1950)

#### Po roce 1990
Činnost salvatoriánů byla v Československu oficiálně obnovena až v roce 1990. Tehdy byl obnoven řeholní dům v Prostějově, ze kterého se stalo sídlo provinciála. Salvatoriáni se soustředili na duchovní službu ve farnostech, přičemž své působení omezili pouze na olomouckou arcidiecézi a diecézi ostravsko-opavskou. Vedle Prostějova existovaly malé komunity v Jeseníku a v Javorníku ve Slezsku, jednotliví kněží pak působili samostatně ve farnostech v okolí Prostějova.
Po roce 2000 nastal postupný úbytek členů provincie, ta byla posléze zrušena a podřízena jako fundace provincii polské. Farnost v Jeseníku byla v roce 2012 předána zpět ostravsko-opavské diecézi. V roce 2016 měla česká fundace salvatoriánů celkem osm členů - sedm kněží a jednoho bohoslovce.